# 奧塔哥體育場

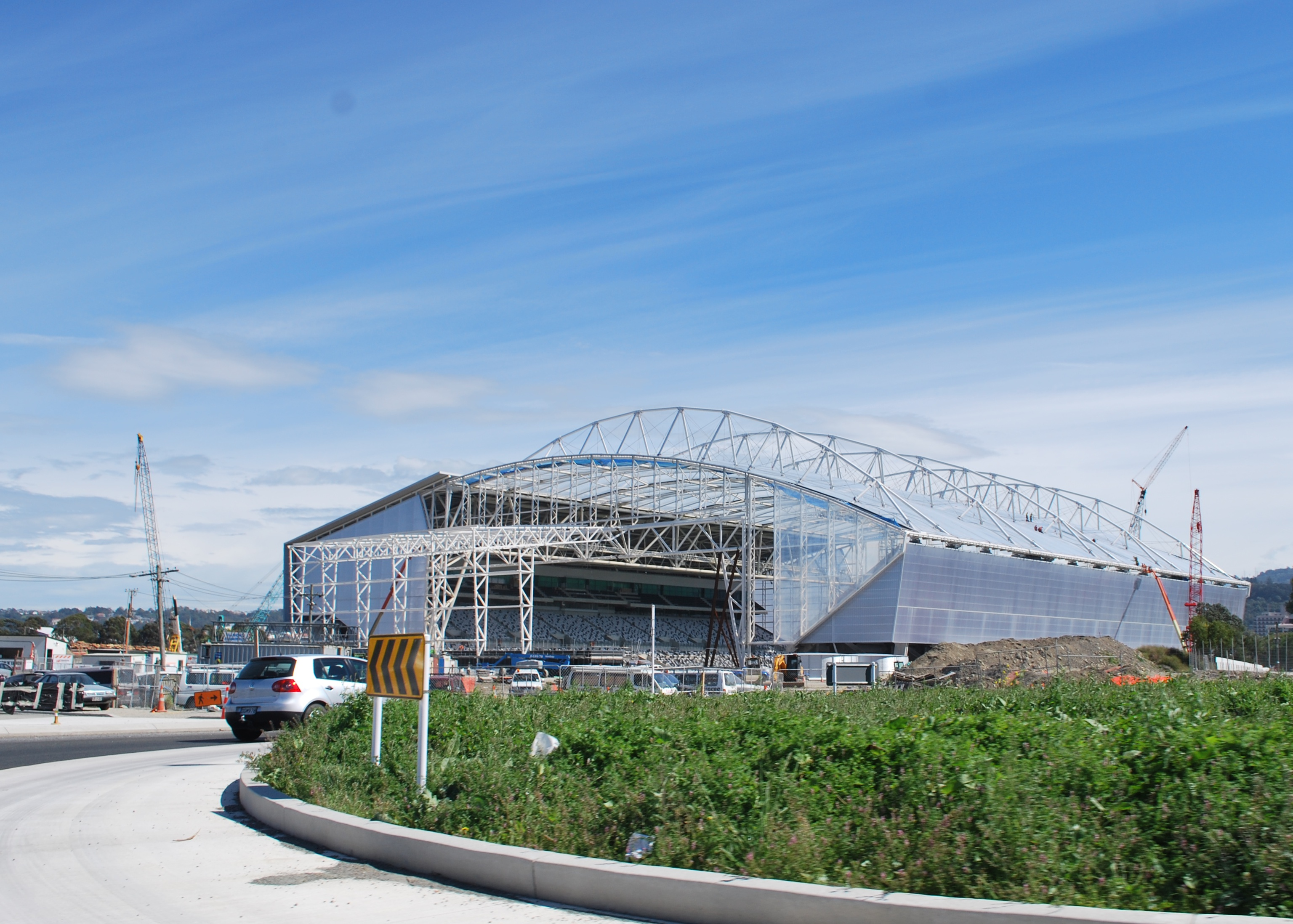
體育場外景色

奧塔哥體育場（Otago Stadium），或稱為福賽斯巴爾體育場（Forsyth Barr Stadium）是一座位於紐西蘭達尼丁的多功能體育場。由於體育場的外貌貌似溫室而俗稱“玻璃屋”。
奧塔哥體育場於2011年8月5日由新西蘭總理約翰·基負責揭幕。該場地舉辦多項國際大賽，包括2011年世界盃橄欖球賽、2015年國際足協U-20世界盃及2023年國際足協女子世界盃。

## 用途

### 欖球
奧塔哥體育場於2011年取代卡里斯布魯克體育場（Carisbrook）成為高地人欖球隊（Highlanders）的新主場，並從2012年超級橄欖球聯賽賽季開始使用。2012年3月3日，奧塔哥體育場進行的第一場超級橄欖球比賽中，高地人隊擊敗當地德比對手十字軍隊（Crusaders）。
體育場曾經舉辦2011年世界盃橄欖球賽的四場比賽，其中三場比賽包括英格蘭，當中第一場比賽於2011年9月10日對阿根廷。
2012年9月15日，新西蘭在奧塔哥體育場舉行他們的首場比賽，對手是南非隊，最終全黑隊以21-11擊敗對手。

### 足球
奧塔哥體育場的首場足球比賽在2011年8月20日舉行，由威靈頓鳳凰對布里斯班獅吼，觀眾人數超過15,000人。2011年12月14日，威靈頓鳳凰在澳大利亞職業足球聯賽再度遇上布里斯班獅吼，但只有4,628名觀眾入場觀看比賽。在2011-12年賽季，體育場曾經成為新西蘭足球錦標賽球隊南方聯的主場。

### 聯盟式橄欖球
奧塔哥體育場曾在2013年2月23日舉辦一場國家橄欖球聯賽的季前賽，由紐西蘭勇士對布里斯班野馬，比賽吸引15,000名觀眾入場觀看，最終勇士隊以16-10擊敗野馬隊。
2017年3月17日，國家橄欖球聯賽在奧塔哥體育場舉行首場正式比賽，由坎特伯雷銀行騎士對紐西蘭勇士，坎特伯雷銀行騎士以24-12擊敗紐西蘭勇士，共有10,238名觀眾入場觀看。

## 外部鏈接
- 奧塔哥體育場 （页面存档备份，存于）
- 但尼丁市議會項目文件